# Фільми, які знімали в Закарпатті
Фільми, які знімали в Закарпатті — список фільмів, які знімали у населених пунктах Закарпатської області.
| Назва                                 | Рік     | Місце зйомки                                                                        | Режисер                                     | Коментарі/Нагороди |
| ------------------------------------- | ------- | ----------------------------------------------------------------------------------- | ------------------------------------------- | --- |
| «Koriatovic»                          | 1923    | Мукачево                                                                            | Карел Юст                                   | Оригінал не зберігся.[джерело?] |
| «Марійка-невірниця»                   | 1934    | Село Колочава                                                                       | Владислав Ванчура                           | За мотивами чеського письменника Івана Ольбрахта. |
| «Pisen o smutne zemi»                 | 1937    | Ужгород                                                                             | Іржі Вайс                                   | Документальний фільм про Карпатську русь. |
| «Hordubalove»                         | 1937    | Страбичово                                                                          | Мартін Фріч                                 | За мотивами повісті «Гордубал» Карла Чапка. |
| «Карпатська Україна»                  | 1942    | Хуст                                                                                | Каленик Лисюк                               | Каленик Лисюк приїхав разом із сином Петром до Закарпаття з США на початку 1939 року. Їм вдалося відзняти проголошення незалежності Карпатської України 15 березня 1939 року у місті Хуст. Пізніше вони знімали бої, які точилися між українськими загонами й угорською армією. Під час одного з боїв загинув Петро Лисюк. Повернувшись до США, Калетник Лисюк продовжив роботу над фільмом. Для нього він знайшов вояків Карпатської січі й організував реконструкції кількох подій. |
| «Сталінгра́дська би́тва»                | 1949    | Ужгород(Горяни), Циганівці                                                          | Володимир Петров                            | Актори: Олексій Дикий, Максим Штраух, Юрій Толубеєв, Борис Ліванов |
| «Заговор обречённых»                  | 1950    | Камяниця, Невицьке                                                                  | Михайло Калатозов                           | Актори Людмила Скопіна, Павло Кадочников, Володимир Дружников, Борис Сітко, Всеволод Аксьонов, Ростислав Плятт, Іван Бобров, Луїза Кошукова, Олег Жаков, Іван Пельтцер, Ілля Судаков, Софія Пилявська, Олександр Вертинський, Максим Штраух, Валентина Сєрова. |
| «Долина синіх скель»                  | 1956    | Берегово                                                                            | Микола Красій                               | Актори Андрій Сова, Анатолій Вербицький, Микола Пишванов. |
| Поєдинок                              | 1957    | Мукачево, Березинка                                                                 | Володимир Петров                            | Актори Ірина Скобцева, Юрій Пузирьов, Михайло Названов |
| «Гроза над полями»                    | 1958    | Виноградове                                                                         | Микола Красій, Юрій Лисенко                 | Актори Дзідра Рітенбергс, Генріх Осташевський, Данута Столярська. |
| Йшли солдати                          | 1958    |                                                                                     | Леонід Трауберг                             | Актори Сергій Бондарчук, Андрій Петров, Ераст Гарін, Ельза Леждей |
| «Над Тисою»                           | 1958    | Виноградово, Чоп, села Королево, Синевирська Поляна.                                | Дмитро Васильєв                             | Для участі в зйомках перші в житті фотопроби проходив Володимир Висоцький, але відбір не пройшов. |
| На зеленій землі моїй                 | 1958    | Свалява                                                                             | Річард Вікторов Ігор Шишова                 | Актори Микола Довженко, Жанна Дмитренко |
| «Іванна»                              | 1959    | Мукачево                                                                            | Віктор Івченко                              | Фільм був засуджений урядом Ватикану. |
| Повернення в Люту                     | 1960    | Люта, Солотвино                                                                     | Микола Тевельов                             | |
| Последние залпы                       | 1960    | Довге, Бронька, Бронецька ріка                                                      | Леон Сааков                                 | Актори: Юрій Назаров, Валентина Куценко, Олег Лозовський |
| Кар'єра Діми Горіна                   | 1961    | Ужгород                                                                             | Фрунзе Довлатян Лев Мирський                | Головну роль виконав Олександр Дем'яненко, також серед акторів Володимир Висоцький — це була його перша роль в кіно. |
| «Серед добрих людей»                  | 1962    | село Косівська Поляна                                                               | Євгеній Брюнчугин, Анатолій Буковский       | Актори Люда Забродская, Б.Борисенок, Софія Павлова, Ніна Антонова, Оксана Служенко, Ніна Борисова, Андрій Поддубинский, Юрій Критенко |
| «Пропало літо»                        | 1963    | Ужгород, Свалява, Ужок                                                              | Ролан Биков, Микита Орлов                   | Актори Володимир Євстафьєв, Сергій Гудко, Михайло Пуговкін, Зоя Федорова. Почесний диплом на міжнародному кінофестивалі в Каннах у 1965 році. |
| Русский лес                           | 1963    | знімали у Свалявському, Хустському, Міжгірському й Рахівському районах              | Володимир Петров                            | Актори Борис Толмазов, Руфіна Ніфонтова, Ніна Дробишева, Микола Гриценко |
| «Жайворонок»                          | 1964    | Мукачево, Оріховиця                                                                 | Микита Куріхін, Леонід Менакер              | Актори Вячеслав Гуренков, Геннадій Юхтін, Валентінс Скулме. |
| Царі                                  | 1964    | Липецька Поляна                                                                     | Михайло Терещенко                           | Актори Семен Бардін, Георгій Сатіні, Валерій Сомов, Віра Тітова |
| Війна і мир                           | 1967    | Свалява, село Куштановиця, Верхній Коропець, Драчино, сан.Карпати, Лалово, Мукачево | Сергій Бондарчук                            | За твором Льва Толстого, кіно отримало ОСКАР у 1968 році. |
| «Снігова королева»                    | 1966    | Берегвар                                                                            | Генадій Казанский                           | Актори Лєна Проклова, Слава Цюпа, Наталя Клімова. Приз «Золотий орел» столиці Колумбії Боготи кращому молодіжному фільму. |
| «Підірване пекло»                     | 1967    | Мукачево                                                                            | Іван Луканський                             | Актори Сергій Голованов, Ігор Класс, Володимир Протасенко, Володимир Костін, Генадій Бортніков, Леонід Князєв, Сергій Яковлєв, Рудольф Панков, Хейно Мандрі, Микола Скоробогатов, |
| «Трембіта»                            | 1968    | Хуст, села Берегвар, Пилипець, Ізки, Туря Ремети                                    | Олег Ніколаєвській                          | Актори Савелій Крамаров, Євгеній Весник |
| «Каратель»                            | 1968    | Ужгород                                                                             | Манос Захариас                              | Актори Евгений Киндинов, Мария Вандова, Армен Джигарханян |
| «Комисари»                            | 1969    | Ужгород                                                                             | Николай Мащенко                             | Актори Іван Миколайчук, Константин Степанков, Федір Панасенко, Борислав Брондуков |
| «Ватерлоо»                            | 1969    | Села Нижнє Солотвино, Ірлява, Чабанівка                                             | Бондарчук                                   | Найвідоміший фільм. На гроші Діно Де Лаурнетіса з американськими акторами Род Стайгер, Крістофер Пламмер, Орсон Уеллс, Джек Хокінс. |
| «Смерти нет, ребята!»                 | 1970    | Берегово                                                                            | Булат Мансуров                              | Артик Джаллиев, Арина Алейникова, Евгений Жариков, Владимир Рубинский, Анатолий Шитов |
| «Біг»                                 | 1970    | Села Нижнє Солотвино, Ірлява, Чабанівка                                             | Олександр Алов, Володимир Наумов            | Актори Людмила Савельєва, Михайло Ульянов, Євген Євстигнєєв |
| «Сімнадцять миттєвостей весни»        | 1972-73 | Берегвар, Свалява                                                                   | Ліознова Тетяна                             | Знято один з епізодів біля палацу Шенеборнів, за сценарієм Юліана Семенова, актори В'ячеслав Тихонов, Леонід Бронєвой, Олег Табаков, Леонід Куравльов. В околицях Сваляви знімалися окремі епізоди «Сімнадцяти миттєвостей весни», зокрема саме тут Р. Плятт, який грав пастора Шлага, «переходив кордон» на лижах. |
| «Єдина дорога»                        | 1974    | Ужгород, Камяниця, Невицьке                                                         | Владимир Павлович                           | Актори Анатолий Кузнецов, Душан Яницижевич |
| «Весенний призыв»                     | 1976    | Ужгород, Невицьке, Камяниця                                                         | Павло Любимов                               | Актори Олександр Фатюшин, Наталя Захарова, Леонід Ярмольник |
| «Табір іде в небо»                    | 1976    | Рокосово                                                                            | Еміль Лотяну                                | Прокат — 64 мільйони людей. |
| «Balada pro banditu»                  | 1978    | Колочава                                                                            | Владімір Сіс                                | |
| «Дуенья»                              | 1978    | Камяниця, Невицький замок                                                           | Михайло Григорєв                            | Актори Тетяна Васильєва, Ірина Муравйова, Євген Леонов, Семен Фарада |
| "Прощальная гастроль «Артиста»        | 1979    | Ужгород                                                                             | Олександр Файнціммер                        | Актори Олена Зєлєнова, Микола Шушарін. |
| «Фронт в тылу»                        | 1981    | Кольчино урочище «Соколе», північний схил Куштанівської гори                        | Ігор Гостєв                                 | Актори Вячеслав Тихонов, Валерия Заклунная, Евгений Матвеев, Иван Лапиков |
| «Троє на шосе»                        | 1983    | Траса Київ-Чоп, Перечин                                                             | Анатолій Бобровський                        | Актори Армен Джигарханян, В'ячеслав Невинний |
| «За два кроки від „Раю“»              | 1984    | Ужгород                                                                             | Тимур Золоєв                                | Актори Ремігіюс Сабуліс, Мартіньш Вілсонс, Віктор Євграфов |
| Легенда про безсмертя                 | 1985    | Синевирська Поляна, Колочаві, Дубриничі                                             | Борис Савченко                              | Актори Василь Фущич, Георгій Морозюк |
| «Жменяки»                             | 1987    | Ужгород                                                                             | Альфред Шестопалов                          | Актори Лесь Сердюк, Наталя Наум, Ольга Матешко |
| «Акция»                               | 1988    | Ужгород, Оноківці, Берегвар, Середнє                                                | Володимир Шамшурін                          | Актори Борис Галкін, Георгій Юматов |
| «Час полнолуния»                      | 1988    | Мукачево                                                                            | Арунас Жебрюнас                             | Актори Робертас Вайдотас, Марія Пробош |
| «Дорога в пекло»                      | 1988    | Ужгород, Перечин, Невицьке, Мукачево                                                | Микола Засеєв-Руденк                        | Актори: Борис Щербаков, Людмила Гурченко |
| «Не покидай»                          | 1989    | Берегвар                                                                            | Леонід Нечаєв                               | Актори В'ячеслав Невинний, Лідія Федосеєва-Шукшина, Артем Тинкасов. |
| «Гол в Спасские ворота»               | 1990    | Ужгород                                                                             | Павел Любимов                               | Актори Анатолій Котеньов, Олександра Яковлєва, Борислав Брондуков, Всеволод Абдулов |
| «Карпатське золото»                   | 1991    | Ужгород, Берегово                                                                   | Віктор Живолуб                              | Актори Іван Гаврилюк, Костянтин Степанков, Ольга Сумська. |
| «Екстрасенс»                          | 1992    | Ужгород, Мукачево                                                                   | Генадій Глаголєв                            | Актори Валерій Леонтьєв, Сергій Юрський, Борислав Брондуков |
| «Вінчання зі смертю»                  | 1992    | Чинадієво, Карпати                                                                  | Микола Мащенко                              | Актори Олег Савкін, Георгій Дрозд, Георгій Морозюк, Галина Сулима, Наталія Поліщук, Костянтин Шафоренко, Людмила Чиншева |
| «Овод»                                | 2003    | Мукачево                                                                            | У Тіань Мінг                                | 20-серійна телеверсія романа Етель Ліліан Войніч. Актор Андрій Сабінін. |
| «Імпорт — експорт»                    | 2007    | Ужгород                                                                             | Ульріх Зайдль                               | оператор — Ед Лахман |
| «Когда ее совсем не ждешь»            | 2007    | Поляна Свалявський район                                                            | Тетяна Магар                                | Ігор Петренко, Світлана Тимофеєва-Летуновська, Ольга Прокофьєва, Андрій Казаков, Сергій Рост, Олександр Пориваєв, Анна Кузіна, Богдан Бенюк, Наталя Сумська, Володимир Горянський |
| «Доярка з Хацапетівки 2: Виклик долі» | 2007    | Берегвар, Ганьковиця "Шале"                                                         | Павло Снісаренко                            | Актори Марія Куликова, Дмитро Ульянов. |
| «Ле́ся+Ро́ма»                           | 2008    | Ужгород                                                                             | Богданенко Олександр. Даруга Олександр      | Актори Вітовська Ірма, Лалєнков Дмитро |
| Викрадення Європи                     | 2009    | Кужбеї                                                                              | Петро Померанцев                            | |
| «Синевир»                             | 2011    | Синевирська Поляна                                                                  | Олександр Альошечкін і В'ячеслав Альошечкін | Фільм жахів |
| «Іван Сила»                           | 2012    | Село Білки                                                                          | Віктор Андрієнко                            | Актори Дмитро Халаджі, Василь Вірастюк, Віктор Андрієнко, Ольга Сумська. За книгою Олександра Гавроша. |
| «Брати. Остання сповідь»              | 2012    | Синевирська Поляна                                                                  | Вікторія Трофименко                         | Приз «Срібний Георгій» за найкраще виконання жіночої ролі Наталією Половинкою |
| «Циганська кров»                      | 2013    | Ужгород, Виноградівщина                                                             | Акім Галімов                                | Акім Галімов |
| «Труба»                               | 2012    | Ужгород                                                                             | Віталій Манський                            | Про газопровід «Уренгой-Помари-Ужгород» |
| «Урсус»                               | 2013    | Ужгород, Мукачево, село Синевирська Поляна                                          | Отар Шаматава                               | Головну жіночу роль виконувала ефектна акторка Жозефіна де ла Баум, актор Богдан Бенюк та ведмідь Тіма. |
| «Місто Ангела»                        | 2014    | Тячів                                                                               | В'ячеслав Бігун                             | Актори Євгенія Бобрушко |
| «Карпатский круг»                     | 2015    | Міжгірщина                                                                          | Еджа Ванлов                                 | |
| "Glorious seven"                      | 2016    | Пилипець-водоспад Шипіт                                                             | Геральд Франклін                            | Актори: Джері Квартенг, Сара Саламо, Фернандо Коррал. Боржавський хребет у фільмі представлений як кордон Нікарагуа з Гондурасом |
| «Межа»                                | 2017    | Перечин, Ужгород                                                                    | Петер Беб'як                                | Актори Томас Масталір, Євген Лібезнюк, Емілія Васаріова, Зюзана Фіалова, Станіслав Боклан, Рима Зюбіна, Олександр Піскунов, Крістіна Канатова. Українсько-словацький кінофільм про контрабанду на кордоні між Україною та Словаччиною. 3 липня 2017 році на 52-му Міжнародному кінофестивалі у Карлових Варах, стрічка здобула Приз за найкращу режисерську роботу |
| "Ізі"                                 | 2017    | перехід "Лужанка", Астей                                                            | Андреа Маньяні                              | Нікола Ночелла, Барбара Буше, Остап Ступка |
| «Доктор Лінер»                        | 2017    | Берегово, Ужгород                                                                   | Сабол Бунда                                 | Українсько-угорський кінофільм про біографію відомого берегівського лікаря Бертолона Лінера |
| «Останній крок»                       | 2018    | Синевирське озеро                                                                   | Фредерік Петіжан                            | французько-український психологічний трилер. Актори: Жан Рено, Сара Лінд, Гарі Дурдан |
| «Груднева казка»                      | 2018    | Драгобрат                                                                           | Семен Горов                                 | Василь Вірастюк, Марія Єфросиніна, Петер Ципрянські |
| «Захар Беркут»                        | 2018    | Синевирське озеро                                                                   | Ахтем Сеітаблаєв                            | Актори: Роберт Патрік, Томмі Фланаган, Роккі Маєрс, Поппі Дрейтон, Алекс Макніколл |
| «Мої думки тихі»                      | 2019    | Ужгород. Рахівський район                                                           | Антоніо Лукич                               | Актори: Ірма Вітовська, Андрій Лідаговський |
| Ілюзія контролю                       | 2021    | Колочава                                                                            | Владек Занковскі                            | Актори: Фендюра Олег, Коновалова Тетяна |
| Історії Перечина: Без точки прибуття  | 2023    | Перечин                                                                             | Крістіан Сайлер                             | Актори: Рудольф Дзуринець, Михайло Фіщенко |